# Pregària de la serenitat

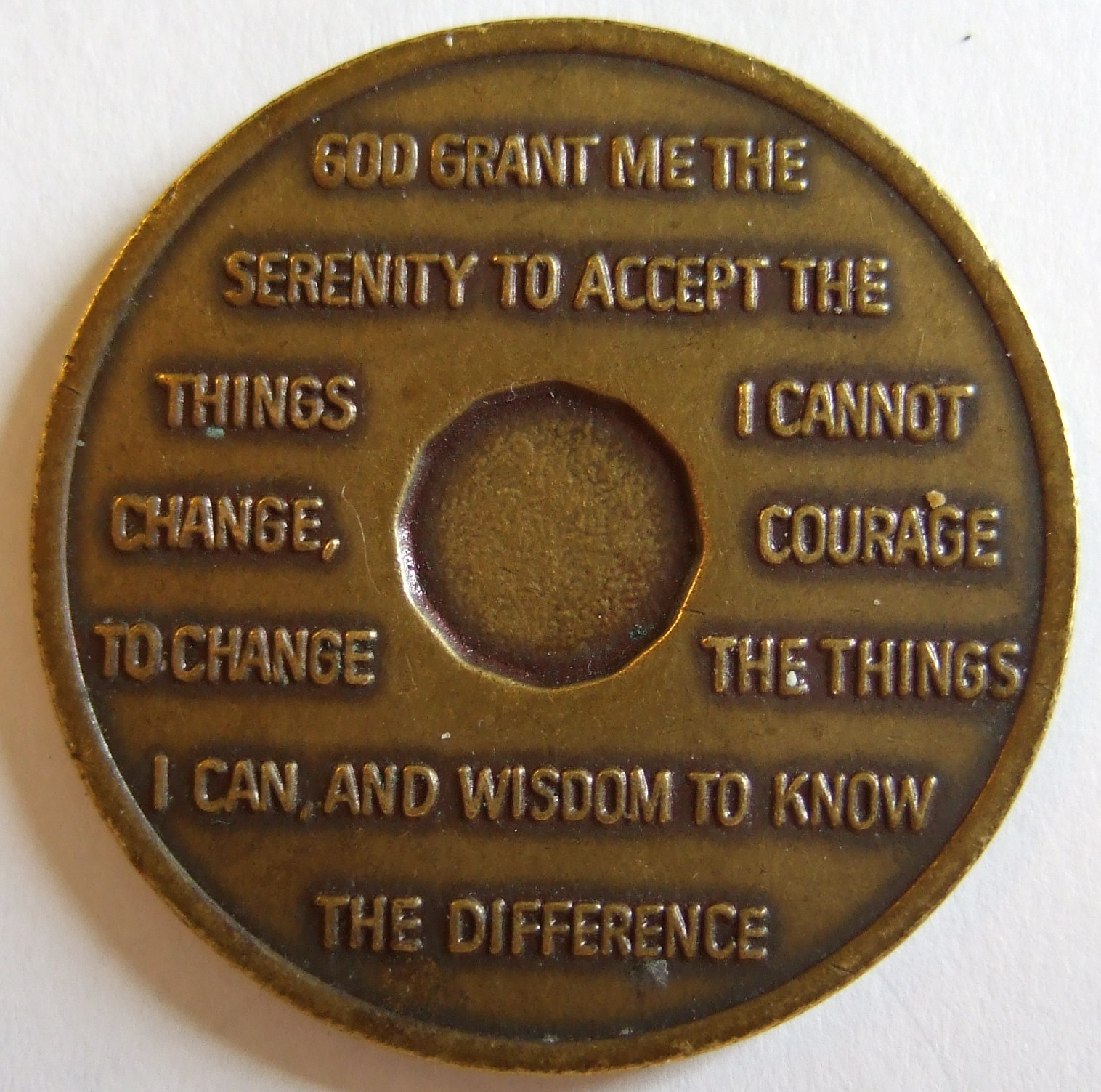
Moneda d'origen desconegut amb la inscripció de la pregària en anglès.

La pregària de la serenitat, també coneguda com a oració de la serenitat, és el conegut inici d'una oració atribuïda al teòleg, filòsof i escriptor nord-americà d'origen alemany Reinhold Niebuhr i la versió del qual més coneguda diu així:
Senyor, concedeix-me la serenitat 
per acceptar tot allò que no puc canviar,
el coratge per canviar el que puc canviar,

i la saviesa per entendre la diferència.

## Versió completa
El text íntegre continuava així:
| «                  | Original Living one day at a time, Enjoying one moment at a time, Accepting hardship as a pathway to peace, Taking, as Jesus did, This sinful world as it is, Not as I would have it, Trusting that You will make all things right, If I surrender to Your will, So that I may be reasonably happy in this life, And supremely happy with You forever in the next. Amen. | Català Vivint dia a dia; gaudint de cada moment; Acceptant les privacions com un camí cap a la pau; acceptant aquest món impur tal com és i no com jo crec que ha de ser tal com va fer Jesús, Confiant que faràs totes les coses bé així, lliurant-me a la teva voluntat, podré ser raonablement feliç en aquesta vida i aconseguir la felicitat suprema a la teva vora en la próxima. Amén. | » |
| — Reinhold Niebuhr | | |   |

## Origen
Durant la segona meitat del segle xx i principis del xxi s'havia donat per segur que l'autor de l'oració era el teòleg protestant nascut a Missouri (Estats Units) Reinhold Niebuhr, i ell mateix, dins de la seva humilitat, així ho suggeria. La seva esposa, Ursula, també teòloga, fixava a més l'any: 1940. La filla de tots dos, Elisabeth Sifton, editora i publicista, que el 2003 va publicar un llibre sobre la qüestió, precisava que es va entonar per primera vegada una mica més tard, l'any 1943, durant un servei religiós dominical a la bucòlica vila de Heath, a Massachusetts, on la família solia passar els estius.

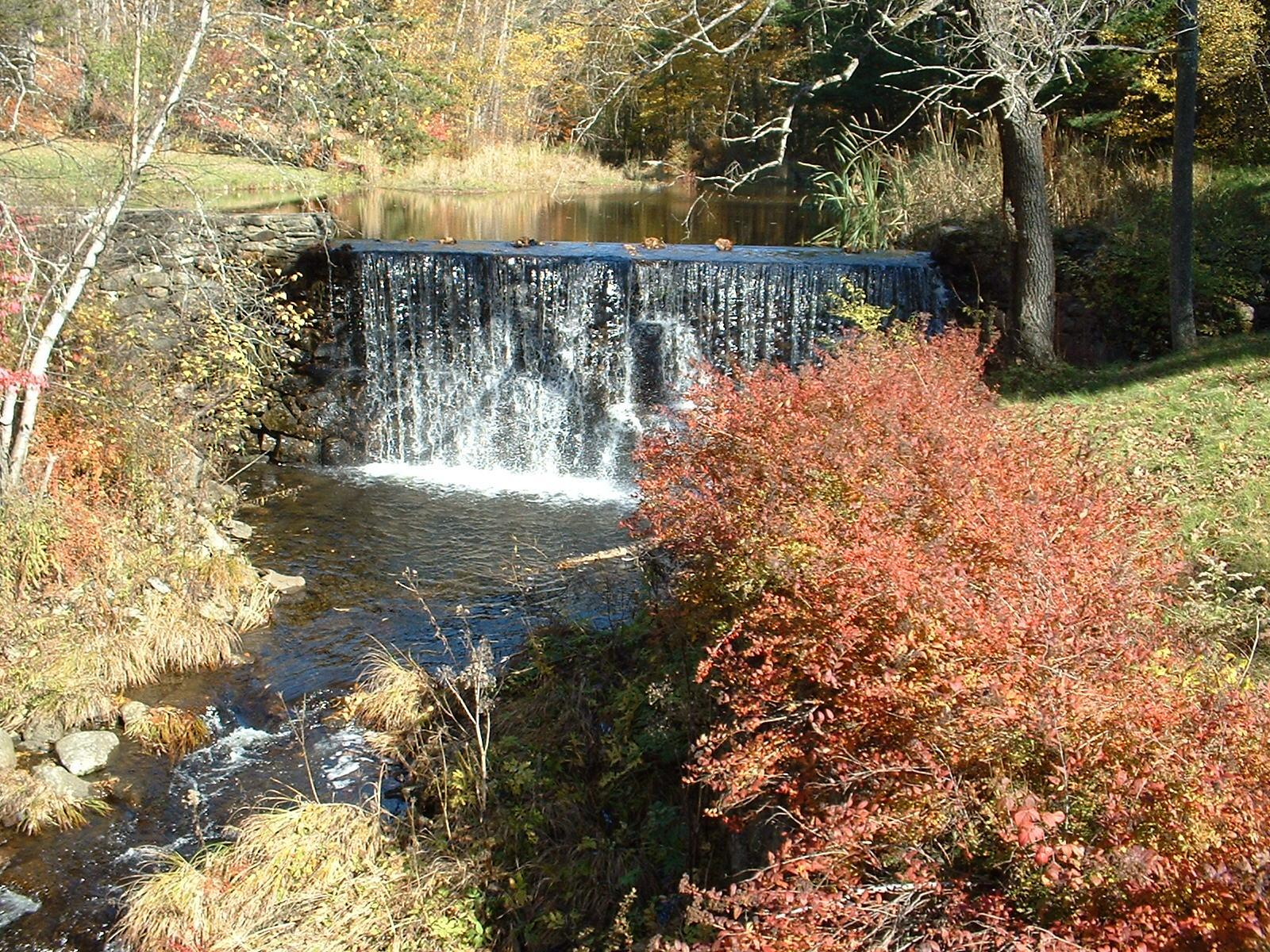
Presa de Dell, en les rodalies de Heath (Massachusetts). En aquest entorn bucòlic se suposa que Reinhold Niebuhr va compondre la pregària de la serenitat.

No obstant això, l'any 2008, Fred R. Shapiro, editor del llibre de cites i aforismes The Yale Book of Quotations i especialista a investigar l'origen de cites erròniament atribuïdes, suggeria que Niebuhr —a qui, d'altra banda, considerava una persona honrada i de tarannà modest— l'hauria adaptat de manera inconscient a partir de frases arribades a les seves oïdes o llegides per ell en alguna de les seves múltiples recerques teològiques. Àdhuc sense deixar de reconèixer la influència d'aquests versos sobre la vida de tantes persones al llarg del temps, per Shapiro el que es formula allí «no és molt sofisticat des del punt de vista intel·lectual», i algú ho hauria expressat d'alguna manera tard o d'hora.
De l'extensa –i possiblement exagerada– nòmina de suposats autors cal citar a Epíctet, Aristòtil, Ciceró, Marc Aureli, Sant Agustí, Boeci, Francesc d'Assís, Sant Tomàs d'Aquino, Baruch Spinoza, Friedrich Schiller, el bisbe coadjutor Oliver J. Hart i diversos caps militars de la Segona Guerra Mundial, així com innombrables fonts anònimes que es remunten fins a l'Antic Egipte. Un altre intel·lectual al que se li va atribuir per error va ser el teòleg alemany del segle xviii Friedrich Christoph Oetinger. La confusió es va produir arran de que un professor de la Universitat de Kiel, Theodor Wilhelm, va publicar a principis de la dècada de 1950, sota el pseudònim de «Friedrich Oetinger», un llibre que reproduïa la pregària. En la revista Grapevine, de l'associació Alcohòlics Anònims, es va arribar a dir, no sense ironia, que al llarg de la història havia estat atribuïda «a gairebé tots els teòlegs, filòsofs i sants que al món han estat». Finalment, altres fonts la consideraven simplement un proverbi anònim transmès gràcies a la tradició oral
En el seu article de 2008, Shapiro aporta documents d'abans de 1942 que citen la pregària, de vegades amb variacions i sense al·ludir en cap moment al teòleg de Missouri. Els documents procedeixen de diverses bases de dades a Internet com NewspaperArchive.com, ProQuest o Google Books. És precisament en aquest enfocament de la investigació, orientada en exclusiva cap als motors de cerca d'informació digital, on la filla del teòleg, Elisabeth Sifton, troba les majors fissures en les tesis de Shapiro: "[La] tecnologia no basta per si sola per resoldre els problemes; abans de decidir sobre l'autoria d'un text cal comprendre el seu sentit i el seu context."
Un any després, un altre investigador de l'origen de dites i frases cèlebres, Stephen Goranson, va fer un gir als postulats de Shapiro en trobar una carta feta al 1937 que va assignar a Niebuhr l'autoritat de la pregaria. En aquesta carta, publicada en una revista d'orientació cristiana (The Intercollegian and Far Horizons), la frase que al·ludia a la fortalesa (coratge) apareix en un lloc inicial, abans de la referència a la serenitat: "Father, give us courage to change what must be altered, serenity to accept what cannot be helped, and the insight to know the one from the other." [Pare, doneu-nos coratge per canviar allò que cal alterar, serenitat per acceptar allò que no es pot canviar, i la perspectiva de diferenciar l'un de l'altre].

## En la cultura popular
En 1944, Howard Chandler Robbins, un diaca episcopal veí i amic de Niebuhr, que havia assistit a un ofici religiós d'aquest a Heath, li va sol·licitar permís per reproduir l'oració en un fullet dirigit a les forces armades, i aquest va ser l'origen de la seva àmplia difusió. Des de llavors, ha estat àmpliament adoptada tant per persones de creences religioses com per no creients, i la seva popularitat s'ha estès tant que s'ha gravat en plaques urbanes, joies i epitafis. Sovint figura a esqueles, obres d'autoajuda i impresos diversos i es comercialitza en objectes promocionals de tot tipus.
L'oració ha arribat també a l'àmbit de la música rock. El 1981, el cantant canadenc Neil Young va incloure una versió en llatí a la contraportada del seu LP Re-ac-tor. Textualment diu així: 'Deus, dona mihi serenitatem accipere res quae non possum mutare, fortitudinem mutare res quae possum atque sapientiam differentiam cognoscere".
A més, la cançó Know The Difference, del grup finlandès de power metall melòdic Stratovarius, al el seu àlbum doble Elements Pt. 1 & 2 va incloure també parts literals de la pregària en la seva versió en anglès, que són complementades amb versos de la pròpia banda, ampliant i potenciant així la idea original de la pregària.
Entre les seves adaptacions més conegudes destaca la del programa dels Dotze Passos de l'associació Alcohòlics Anònims (AA). De fet, en els anys quaranta del segle xx ja es coneixia com «la pregària d'AA».
En la pel·lícula animada de superherois Justice League: The Flashpoint Paradox, la mare de Barry Allen li ensenya l'oració en la seva infantesa, i quan aquest respon que no l'entén, ella li diu que amb el temps ho farà.
A Dark, sèrie alemanya de la plataforma Netflix, un personatge (Peter) apareix en diverses escenes recitant aquesta oració, el significat de la qual es relaciona amb la trama de la sèrie.